# جوزيف ستادلر
جوزيف ستادلر (بالإنجليزية: Joseph Stadler)‏ هو منافس ألعاب قوى أمريكي، ولد في 12 يونيو 1880 في كليفلاند في الولايات المتحدة، وتوفي في 25 فبراير 1950.

## وصلات خارجية
- جوزيف ستادلر على موقع أوليمبيديا (الإنجليزية)